# Гауракишора Бабаджи

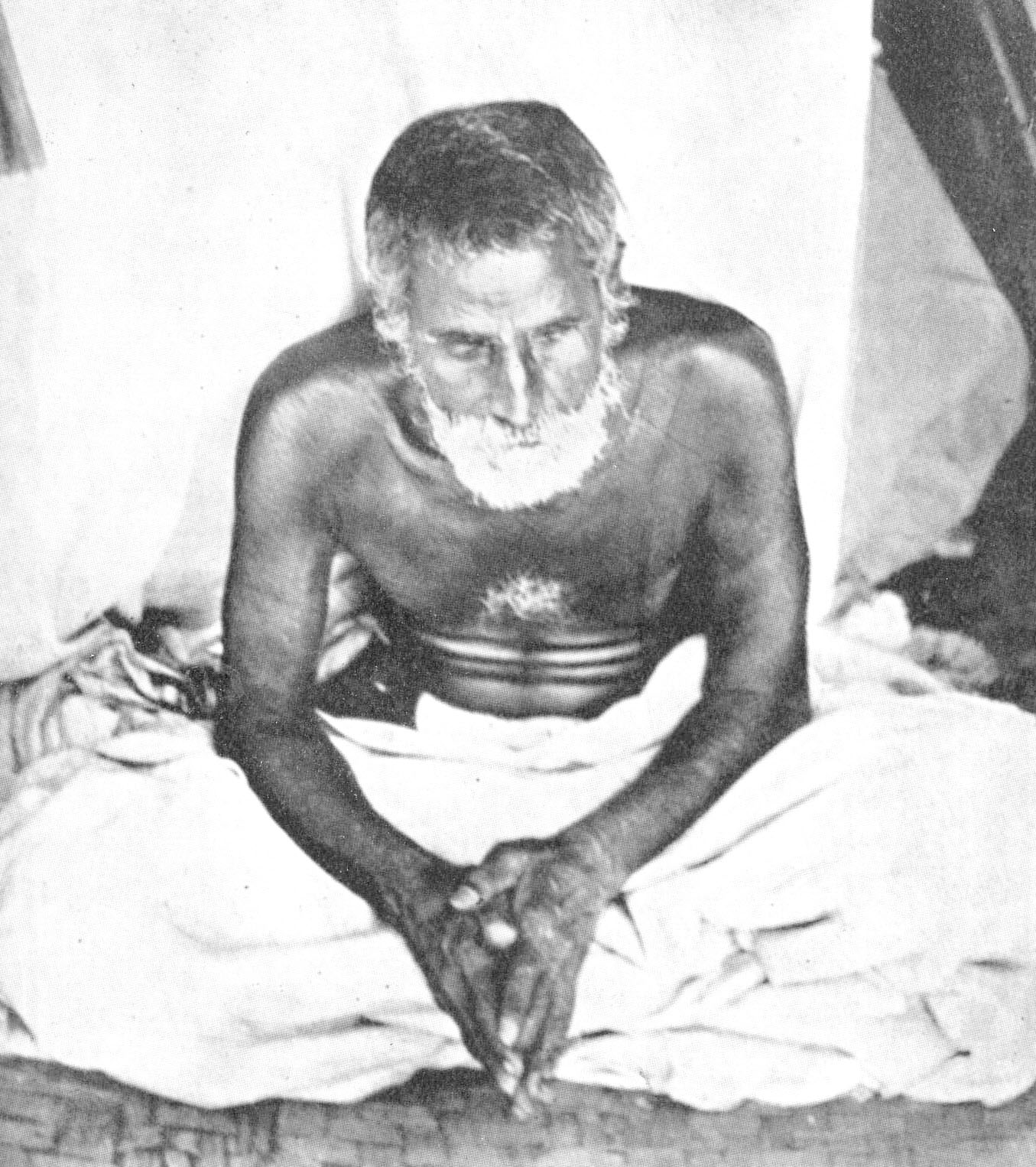
Гауракишора Даса Бабаджи, ок. 1900

Гауракишо́ра Да́са Ба́баджи (IAST: Gaurakiśora Dāsa Bābājī; 1838—17 ноября 1915) — гаудия-вайшнавский святой. Получил известность как авадхута садху.
Родился в 1838 году в богатой купеческой семье в деревне Вагьяна в округе Фаридпур в Бенгалии (ныне Бангладеш). Когда Гауракишоре было тридцать лет, умерла его жена, и он принял образ жизни бабаджи в гаудия-вайшнавской традиции под духовным наставничеством Джаганнатхи Дасы Бабаджи. Это произошло после встречи с учеником последнего, Бхагават Дасой Бабаджи. Гауракишора стал странствующим нищим, проживая в таких святых местах как Вриндавана и Навадвипа, он полностью поглотился бхаджаном — воспеванием и повторением святых имён Радхи и Кришны.
По заверению Бхактисиддханты Сарасвати Тхакура, примерно в 1900 году Гауракишора Даса Бабаджи принял его в ученики, дав ему духовное имя Варшабханави Деви Дайита Даса. По утверждению Бхактисиддханты, это произошло во сне. Будучи по своему заверению единственным учеником Гауракишоры (что противоречит информации на самадхи-мандире Гауракишора, где его учениками числятся четыре человека, среди которых нет Бхактисиддханты Сарасвати), Бхактисиддханта продолжил духовную линию Гауракишора Даса Бабаджи, основал позднее Гаудия-матх и проповедавал гаудия-вайшнавизм по всей Индии. Бхактисиддханта дал духовное посвящение Бхактиведанта Свами Прабхупаде, который в 1960-е — 1970-е годы распространил философию и культуру гаудия-вайшнавизма по всему миру через основанное им Международное общество сознания Кришны.